# إيبرهارد فولفغانغ مولر
إيبرهارد فولفغانغ مولر (بالألمانية: Eberhard Wolfgang Möller)‏ هو كاتب مسرحي وكاتب وكاتب سيناريو ألماني، ولد في 6 يناير 1906 في برلين في ألمانيا، وتوفي في 1972 في بيتيغهايم-بيسينغن في ألمانيا.